# Irakisk dinar
Irakisk dinar (Id - Iraqi dinar) är den valuta som används i Irak i Asien. Valutakoden är IQD. 1 Dinar = 1000 fils.
Valutan infördes 2003 ersatte den tidigare irakiske dinaren som infördes 1931 och i sin tur ersatte den tidigare indiska rupien.

## Användning
Valutan ges ut av Central Bank of Iraq – CBI. Denna grundades 1947,ombildades 1954 och 2004 och har huvudkontoret i Bagdad.

## Valörer
- Mynt: det finns inte längre
- Underenhet: används ej, tidigare fils
- Sedlar: 250, 500, 1000, 5000, 10.000 och 25.000 IQD

50 dinarers-sedlar användes under en period men slutades att användas eftersom den hade ett mycket lågt värde.